# بخش بی‌تاون، شهرستان واشینگتن، مینه سوتا
بخش بی‌تاون (به انگلیسی: Baytown Township) یک منطقهٔ مسکونی در ایالات متحده آمریکا است که در شهرستان واشینگتن، مینه‌سوتا واقع شده‌است.
 بخش بی‌تاون ۲۴٫۸ کیلومتر مربع مساحت و ۱٬۵۳۳ نفر جمعیت دارد و ۲۷۶ متر بالاتر از سطح دریا واقع شده‌است.